# Two Kinds of Women (film 1932)
Two Kinds of Women è un film del 1932 diretto da William C. de Mille. La sceneggiatura di Benjamin Glazer si basa su This Is New York, lavoro teatrale di Robert E. Sherwood, andato in scena a Broadway il 28 novembre 1930.

## Trama
Mentre si trova con il padre a New York, Emma Krull si innamora di Joseph Gresham. Il loro matrimonio però sembra impossibile perché Joseph ha una moglie, Phyllis Adrian. L'uomo, uno scapestrato playboy, dopo una notte di bagordi ha sposato, ubriaco, Phyllis e adesso questa non vuole concedergli il divorzio se non al prezzo di centomila dollari, somma che Joseph non ha. Emma racconta tutto a suo padre, il senatore Krull, ma lui ne è già venuto a conoscenza: i giornalisti, infatti, hanno fiutato lo scandalo e cercano di imbastire una succulenta storia sulla figlia del senatore, un bacchettone del Sud Dakota venuto a New York proprio per lanciare in una trasmissione radiofonica i suoi strali contro la peccaminosa città, da lui reputata sentina di ogni vizio. Krull redarguisce la figlia ma lei lo sfida, dichiarando che non lascerà Joseph. Anzi, si reca nell'appartamento di Phyllis, dove si tiene una festa, riuscendo a convincerla a non pretendere il denaro per il divorzio. Joyce, il fidanzato di Phyllis, chiama alla festa Joseph, al quale viene annunciata la bella notizia. Joyce, però, un piccolo gangster che ha assoluto bisogno di denaro per pagare dei debiti di gioco, quando sente della decisione di Phyllis, si infuria e le sottrae alcuni gioielli. I due litigano. Lei, ubriaca, cerca di aggredirlo e senza rendersene conto, scambia la portafinestra per l'uscita, precipitando nel vuoto. Quando Joyce torna alla festa, vi trova gli agenti che portano tutti alla stazione di polizia per interrogarli. Per evitare che scoprano i gioielli rubati, Joyce li avvolge in un fazzoletto che getta dietro un paravento, senza accorgersi che cadono in grembo a una delle invitate, Clarissa Smith, che si era messa a dormire lì dietro per farsi passare la sbronza. Joseph, che era stato l'ultima persona vista parlare con Phyllis, viene incriminato per la sua morte. Ma la verità viene a galla quando Clarissa porta alla polizia il fazzoletto di Joyce. Joseph viene rilasciato e il senatore Krull acconsente alle sue nozze con la figlia. I due innamorati partono con il senatore per il Sud Dakota dove hanno deciso di stabilirsi. Per tornare a New York, infatti, dovranno aspettare fino alla rielezione di Krull.

## Produzione
Il film fu prodotto dalla Paramount Pictures. Venne girato nei Paramount Studios, al 5555 Melrose Avenue di Hollywood, usando il sistema sonoro monofonico Western Electric Noiseless Recording.

## Distribuzione
Il copyright del film, richiesto dalla Paramount Publix Corp., fu registrato il 18 gennaio 1932 con il numero LP2774.
Distribuito dalla Paramount Pictures, il film uscì nelle sale cinematografiche statunitensi presentato a New York il 16 febbraio 1932. In Francia, fu distribuito l'11 aprile 1932; in Portogallo, come Mulheres Suspeitas (titolo usato anche per l'uscita brasiliana), il 3 marzo 1933.
Non si conoscono copie ancora esistenti della pellicola che viene considerata presumibilmente perduta.